# ساطير

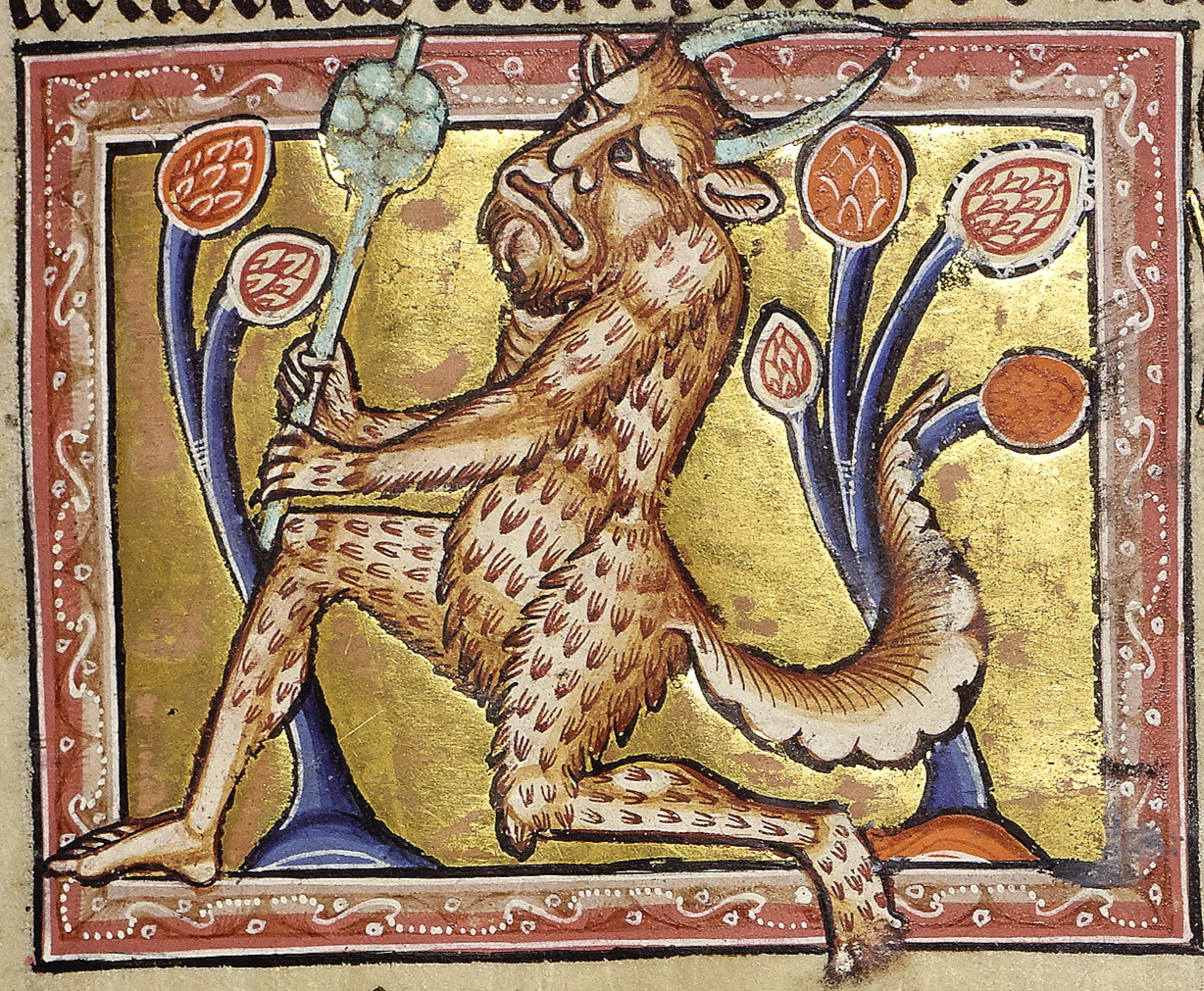
تصور العصور الوسطى لشكل الساطير

السَّاطير في الأساطير اليونانية هو ذكر من القوات المصاحبة لإله المراعي والصيد البري والأحراش بان وديونيسوس إله الخمر عند الإغريق القدماء وملهم طقوس الابتهاج والنشوة.
الساطير له ملامح تشبه ملامح (الماعز)، بما في ذلك ذيل الماعز، وآذان الماعز. على النقيض من ذلك، في الأساطير الرومانية هناك مفهوم مماثل لهجين الإنسان والماعز يسمى فن و يتكون من نصف رجل ونصف ماعز (مستمعز). وتقول الأسطورة أن الساطير يجوبون الغابات والجبال.

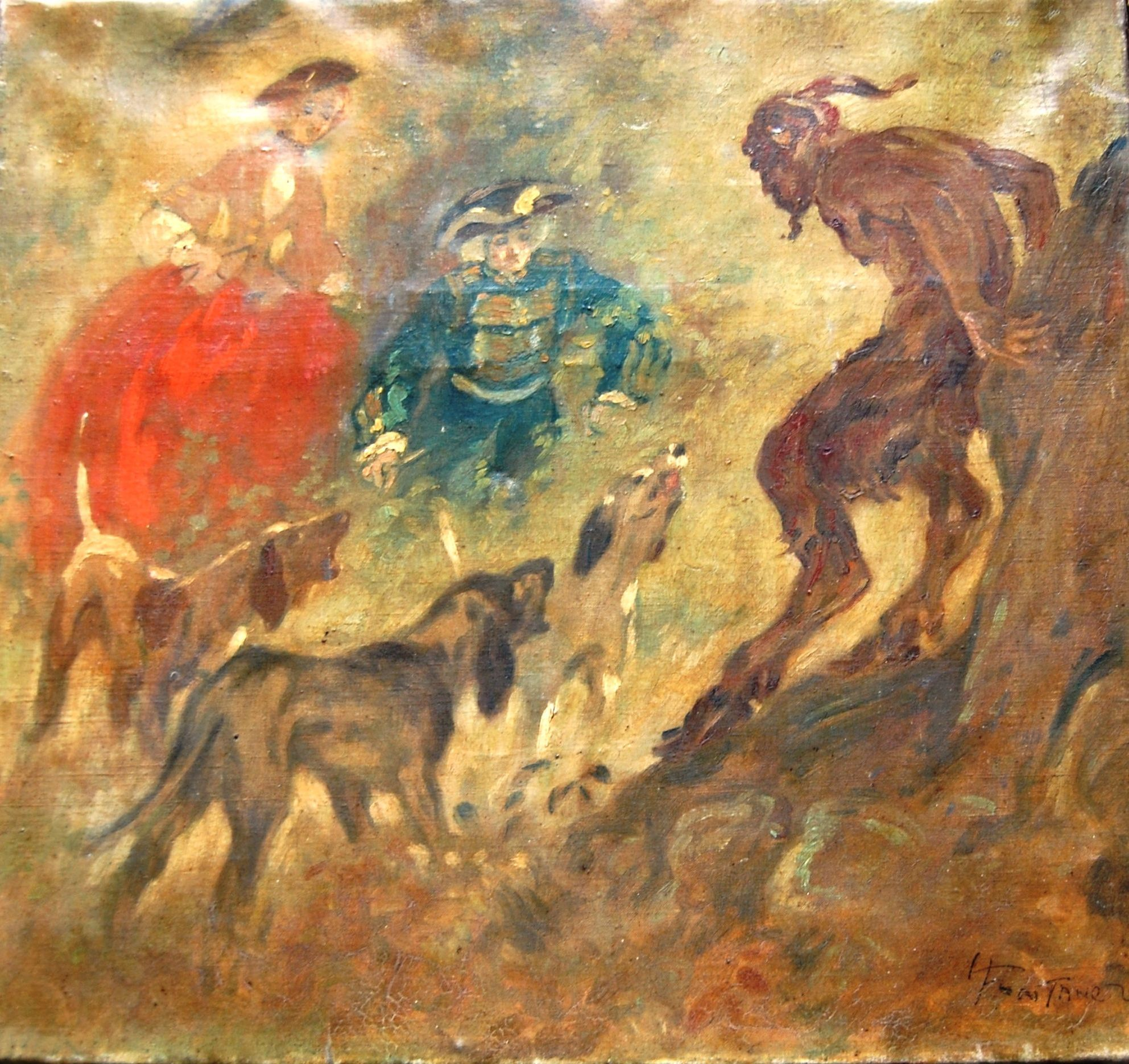
لوحة بعنوان (الساطير) لجولي فيرناتيز

## طالع ايضا
- نافورة الآلهة ساطير

## وصلات خارجية
- المشروع الميثولوجي:الساطير
- الساطير في الحضارات المختلفة
- الموسوعة اليهودية:ساطير